# Ana Karenjina (2012.)
Ana Karenjina (Anna Karenina), američka filmska drama iz 2012. godine.

## Sažetak
Priča o nesretnoj ljubavi. Adaptirani roman Lava Nikolajeviča Tolstoja Ana Karenjina. 1870-ih godina Ana 
je udana za Aleksandra Karenjina i imaju dvoje djece. Upoznavši mladog časnika konjaništva grofa Vronskog, događa se ljubav kojoj se u početku opirala. Prepustivši se osjećajima, suočava se s posljedicama preljuba.